# Kiefer Sutherland
Kiefer Sutherland (* 21. prosince 1966 Londýn) je kanadský herec a hudebník, držitel ceny Emmy a Zlatého glóbu, známý hlavně rolí detektiva Jacka Bauera v seriálu 24 hodin. Je nejstarším ze synů herce Donalda Sutherlanda.

## Kariéra
Jeho filmový debut proběhl roku 1983 ve snímku Návrat Maxe Dugana, kde hrál vedle svého otce a Matthewa Brodericka. Steven Spielberg ho obsadil do jedné epizody své série Nebezpečné příběhy, kde si jej všiml Sean Penn a obsadil jej do kriminálního dramatu Na dosah (1986). Následovaly role problémových teeanagerů ve filmech Trapped in Silence a Stůj při mně. Vůdce upírského gangu si Sutherland zahrál v roce 1987 ve filmu Ztracení chlapci.
Mnoho postav, které Sutherland ztvárnil, se pohybovalo na hraně zákona nebo i za ní, např. ve filmech Mladé pušky, Pár správných chlapů, Čas zabíjet nebo Chicago Joe a holka ze šantánu. Spolu s Julií Roberts, svojí budoucí snoubenkou, si zahrál ve filmu Joela Schumachera o medicích, kteří na sobě testují účinky klinické smrti, Hráči se smrtí.
V 90. letech si vyzkoušel i režisérskou profesi. Debutoval roku 1993 filmem Poslední naděje, který získal dobré kritické ohodnocení. Navázal pak v roce 1997 filmem Pravda a lež a o dva roky později snímkem Rivalové, s jehož výslednou podobou byl ale tak nespokojen, že se od něj distancoval a jako režisér byl uveden pseudonym Alan Smithee. S dalšími autory se Sutherland také zúčastnil projektu Padlí andělé (1995).
Jeho nejznámější rolí se stal Jack Bauer v krimiseriálu 24 hodin, který se odehrává ve skutečném čase, tj. trvání filmového děje se shoduje s délkou filmového díla. První řada seriálu se začala vysílat v roce 2001 a do dneška se seriál dočkal celkem osmi řad a jednoho televizního filmu. Tato role vysloužila Kieferovi velkou popularitu a několik ocenění, včetně Zlatého glóbu a Emmy.
V roce 2002 získal hlavní zápornou roli ve filmu Telefonní budka, kde ztvárnil teroristu, který uvěznil pomocí odstřelovací pušky Colina Farrella v telefonní budce a přes telefon s ním po celý film hovoří.
Svůj charismatický hlas propůjčil také postavám ve dvou epizodách osmnácté řady seriálu Simpsonovi. V epizodě Osudy dobrého vojáka Homera namluvil plukovníka a v díle 24 minut propůjčil svůj hlas animované verzi Jacka Bauera.
V roce 2015 se připojil k obsazení seriálu Prezident v pořadí, který měl premiéru 21. září 2016.

## Osobní život
Narodil se v Londýně kanadským hercům Donaldu Sutherlandovi a Shirley Douglasové, je vnukem kanadského politika Tommyho Douglase. Má dvojče – sestru Rachel, která je filmovou producentkou. Z otcova třetího manželství s Francine Racette má tři nevlastní bratry – Roega, Rossifa a Anguse.
V roce 1987 se oženil s Camelií Kathovou, se níž má dceru Sarah Jude (*1988), která se stala také herečkou. (Camelia byla vdova po Terrym Kathovi z kapely Chicago a později se stala partnerkou Jeffa Lynna.) Už roku 1990 se Kiefer s Camelií rozvedl a brzy poté se zasnoubil s herečkou Julií Roberts, s níž se seznámil při natáčení filmu Hráči se smrtí. Na svatbu nakonec nedošlo, protože ji Robertsová odvolala tři dny před konáním – jako důvod uvedla, že měl Kiefer styk se striptérkou, což on však popřel.[zdroj⁠?!]
V roce 1996 se oženil s Kelly Winnovou, ale již po třech letech začali žít odděleně, v roce 2004 zahájili rozvod a v roce 2008 byli rozvedeni. Mezitím v roce 2000 krátce chodil s herečkou Bo Derekovou.
Od roku 2014 je jeho partnerkou modelka a herečka Cindy Vela. V roce 2017 se zasnoubili.
Jedná se o aktivního člena kanadské politické strany New Democratic Party, sběratele kytar a majitele nahrávacího studia Ironworks.

## Filmografie

### Film
| Rok  | Název                                                | Role                         | Poznámky                 |
| ---- | ---------------------------------------------------- | ---------------------------- | ------------------------ |
| 1983 | Návrat Maxe Dugana                                   | Bill                         |                          |
| 1984 | Chlapec ze zátoky                                    | Donald Campbell              |                          |
| 1986 | Na dosah                                             | Tim                          |                          |
| 1986 | Stůj při mně                                         | Ace Merrill                  |                          |
| 1987 | Ztracení chlapci                                     | David                        |                          |
| 1987 | Zaslíbená země                                       | Danny 'Senator' Rivers       |                          |
| 1987 | Smrt miluje přesnost                                 | cizinec                      |                          |
| 1987 | Crazy Moon                                           | Brooks                       |                          |
| 1988 | Zářivá světla velkoměsta                             | Ted Allagash                 |                          |
| 1988 | Mladé pušky                                          | Josiah Gordon 'Doc' Scurlock |                          |
| 1988 | 1969                                                 | Scott                        |                          |
| 1989 | Renegáti                                             | Buster McHenry               |                          |
| 1990 | Flashback                                            | John Buckner                 |                          |
| 1990 | Chicago Joe a holka ze šantánu                       | Karl Hulten                  |                          |
| 1990 | Mladé pušky II                                       | Josiah Gordon 'Doc' Scurlock |                          |
| 1990 | Hráči se smrtí                                       | Nelson                       |                          |
| 1990 | Louskáček                                            | Louskáček                    |                          |
| 1992 | Článek 99                                            | Dr. Peter Morgan             |                          |
| 1992 | Městečko Twin Peaks                                  | Sam Stanley                  |                          |
| 1992 | Pár správných chlapů                                 | Jonathan Kendrick            |                          |
| 1993 | Záhadné zmizení                                      | Jeff Harriman                |                          |
| 1993 | Tři mušketýři                                        | Athos                        |                          |
| 1994 | Tetovaná Tereza                                      | Strážník                     | nebyl uveden v titulcích |
| 1994 | Cesta kovbojů                                        | Sonny Gilstrap               |                          |
| 1996 | Maniak                                               | Bob Wolverton                |                          |
| 1996 | Oko za oko                                           | Robert Doob                  |                          |
| 1996 | Čas zabíjet                                          | Freddie Lee Cobb             |                          |
| 1996 | Poslední dny Frankieho Flye                          | Joey                         |                          |
| 1996 | Hodina pomsty                                        |                              | nebyl uveden v titulcích |
| 1997 | Pravda a lež                                         | Curtis Freley                |                          |
| 1997 | Armitage III: Poly Matrix                            | Ross Sylibus                 | anglický dabing          |
| 1998 | Smrtihlav                                            | Dr. Daniel P. Schreber       |                          |
| 1998 | Vojákova milenka                                     | Rat Kiley                    |                          |
| 1998 | Manželství s nepřítelem                              | John Box                     |                          |
| 1998 | Přistání naslepo                                     | Jack Harris                  |                          |
| 1999 | Rivalové                                             | Wendell Goddard              |                          |
| 2000 | Krvavé tajemství                                     | William S. Burroughs         |                          |
| 2000 | Šílený policajt                                      | Mickey Hayden                |                          |
| 2000 | Řezník, kněz a prostitutka                           | Bobo                         |                          |
| 2000 | Pokušení                                             | Michael Farrow-Smith         |                          |
| 2001 | Ohnivý kruh                                          | Hank Braxton                 |                          |
| 2001 | Na konci všech válek                                 | Jim 'Yankee' Reardon         |                          |
| 2002 | Desert Saints                                        | Arthur Banks                 |                          |
| 2002 | Smrtící žár                                          | Pally                        |                          |
| 2002 | Telefonní budka                                      | volající                     |                          |
| 2003 | Za červenými dveřmi                                  | Roy                          |                          |
| 2003 | Nalezený ráj                                         | Paul Gauguin                 |                          |
| 2003 | The Land Before Time X: The Great Longneck Migration | Bron                         | dabing                   |
| 2004 | Zloděj životů                                        | Hart                         |                          |
| 2004 | Jimmy Glick v Lalawoodu                              | sebe                         |                          |
| 2005 | Královna řeky                                        | Doyle                        |                          |
| 2006 | Divočina                                             | Samson                       | dabing                   |
| 2006 | Strážce                                              | David Breckinridge           |                          |
| 2008 | Dragonlance: Draci podzimního soumraku               | Raistlin Majere              | dabing                   |
| 2008 | Zrcadla                                              | Ben Carson                   |                          |
| 2009 | Monstra vs. Vetřelci                                 | generál W. R. Monger         | dabing                   |
| 2010 | Twelve                                               | vypravěč                     | dabing                   |
| 2010 | Marmaduk                                             | Bosco                        | dabing                   |
| 2011 | Zpověď                                               | zpovědník                    | 10 epizod                |
| 2011 | Melancholia                                          | John                         |                          |
| 2012 | Váhavý fundamentalista                               | Jim Cross                    |                          |
| 2014 | Pompeje                                              | Senátor Corvus               |                          |
| 2016 | Forsaken                                             | John Henry Clayton           |                          |
| 2016 | Zoolander No. 2                                      | Sám sebe                     | cameo                    |
| 2017 | Kde je Kyra?                                         | Doug                         |                          |
| 2017 | Hráči se smrtí                                       | Dr. Barry Wolfson            |                          |

### Televize
| Rok              | Název                          | Role                                          | Poznámky |
| ---------------- | ------------------------------ | --------------------------------------------- | --- |
| 1985             | Neuvěřitelné příběhy           | Static                                        | díl: „Prokletý let“ |
| 1986             | Bratrstvo spravedlivých        | Victor                                        | TV film |
| 1986             | Trapped in Silence             | Kevin Richer                                  | TV film |
| 1991             | Saturday Night Live            | Sám sebe                                      | |
| 1993             | Poslední naděje                | Denver Bayliss                                | |
| 1995             | Padlí andělé                   | Matt Cordell                                  | díl: „Love and Blood“, také režisér nominace – CableACE Award v kategorii Nejlepší herec v dramatickém seriálu |
| 1996             | Duke of Groove                 | Moderátor                                     | Krátký film |
| 1999             | Watership Down                 | Hickory (hlas)                                | 3 díly |
| 2001–2010        | 24 hodin                       | Jack Bauer                                    | hlavní role, 192 dílů, také výkonný producent cena Emmy v kategorii Nejlepší herec v dramatickém seriálu (2006) (k tomu nominace – 2002, 2003, 2004, 2005, 2007) Golden Nymph Award v kategorii Nejlepší mezinárodní producent (2006) Screen Actors Guild Award v kategorii Nejlepší herec v dramatickém seriálu (2004, 2006) (k tomu nominace – 2003, 2005, 2007) Satellite Award v kategorii Nejlepší herec v dramatickém seriálu (2002, 2003) Zlatý glóbus v kategorii Nejlepší herec v dramatickém seriálu (2002) (k tomu nominace – 2003, 2004, 2006, 2007) Nominace – Golden Nymph Award v kategorii Nejlepší herec v dramatickém seriálu (2007) Nominace – People's Choice Award v kategorii Nejlepší televizní hvězda (2006–08) Nominace – TCA Award v kategorii Individuální úspěch v dramatu (2002–06) Nominace – Teen Choice Award v kategorii Nejlepší televizní herec - drama/akční/dobrodružný (2003, 2006) Nominace – Teen Choice Award v kategorii Nejlepší televizní herec ( 2006) Nominace – Teen Choice Award v kategorii Nejlepší televizní herec - akční/dobrodružný (2010) |
| 2003             | L.A. Confidential              | detektiv Jack Vincennes                       | Pilot, natáčený v roce 1999, zahrnutý jako bonus ve vydání na DVD/Blu-ray |
| 2005             | NASCAR 3D: The IMAX Experience | vypravěč                                      | Dokument |
| 2005             | The Flight That Fought Back    | vypravěč                                      | |
| 2006, 2007, 2011 | Simpsonovi                     | armádní plukovník / Jack Bauer / Wayne (hlas) | 3 díly |
| 2006             | Griffinovi                     | Jack Bauer/Vypravěč (hlas)                    | díl: „Peter osadníkem“ |
| 2007             | American Misfits               | Sám sebe                                      | |
| 2008             | 24 hodin: Vykoupení            | Jack Bauer                                    | TV film, také výkonný producent Nominace – Cena Emmy v kategorii Nejlepší herec v minisérii nebo televizním filmu (2009) Nominace – Screen Actors Guild Award v kategorii Nejlepší herec v minisérii nebo televizním filmu (2009) Nominace - Zlatý glóbus v kategorii Nejlepší herec v minisérii nebo televizním filmu (2009) |
| 2008             | Corner Gas                     | Sám sebe                                      | díl: „Final Countdown“, cameo |
| 2011             | Zpověď                         | zpovědník                                     | 10 dílů, také výkonný producent |
| 2012–2013        | Doteky osudu                   | Martin Bohm                                   | 26 dílů, také výkonný producent Nominace – Teen Choice Award v kategorii Nejlepší televizní herec - drama (2012) |
| 2014             | 24 hodin: Dnes neumírej        | Jack Bauer                                    | 12 dílů, také výkonný producent Nominace – Critics' Choice Television Award v kategorii Nejlepší televizní herec - film/miniseriál Nominace - Satellite Award v kategorii Nejlepší herec - miniseriál nebo televizní film |
| 2014             | Playhouse uvádí: Oběď          | James Dempsey                                 | TV film |
| 2015             | Top Gear                       | Sám sebe                                      | |
| 2015             | Rammstein in Amerika           | Sám sebe                                      | dokument |
| 2015             | Keeping Canada Alive           | Vypravěč                                      | 6 dílů |
| 2016–2019        | Prezident v pořadí             | prezident Tom Kirkman                         | také výkonný producnet Nominace – People's Choice Awards v kategorii nejlepší herec v novém televizním seriálu |

### Videohry
| Rok  | Název                                     | Role                   | Poznámky |
| ---- | ----------------------------------------- | ---------------------- | -------- |
| 2006 | 24: The Game                              | Jack Bauer             |          |
| 2008 | Call of Duty: World at War – Final Fronts | seržant Roebuck        |          |
| 2008 | Call of Duty: World at War                | seržant Roebuck        |          |
| 2014 | Metal Gear Solid V: Ground Zeroes         | Big Boss               |          |
| 2015 | Metal Gear Solid V: The Phantom Pain      | Big Boss / Venom Snake |          |

### Divadlo
| Rok  | Název                    | Role          | Poznámky |
| ---- | ------------------------ | ------------- | -------- |
| 1997 | The Glass Menagerie      | Tom Wingfield |          |
| 2011 | That Championship Season | James Daley   |          |